# Rhythm of Youth
Rhythm of Youth es el álbum debut de la banda de synth pop canadiense Men Without Hats, publicado en 1982.

## Lista de canciones
| Lado A |                                    |          |  |
| N.º    | Título                             | Duración |  |
| 1.     | «Ban The Game»                     | 0:48     |  |
| 2.     | «Living In China»                  | 3:04     |  |
| 3.     | «The Great Ones Remember»          | 4:41     |  |
| 4.     | «I Got The Message»                | 4:44     |  |
| 5.     | «Cocoricci (Le Tango Des Voleurs)» | 3:24     |  |

| Lado B |                                     |          |  |
| N.º    | Título                              | Duración |  |
| 1.     | «The Safety Dance»                  | 2:44     |  |
| 2.     | «Ideas For Walls»                   | 2:59     |  |
| 3.     | «Things In My Life»                 | 4:56     |  |
| 4.     | «I Like»                            | 4:19     |  |
| 5.     | «The Great Ones Remember» (Reprise) | 1:59     |  |